# JTBC 모닝쇼 7
JTBC 모닝쇼 7은 대한민국에서 평일 오전 7시에 텔레비전으로 방송했던 JTBC의 주중 아침 뉴스 프로그램이다.

## 그 외 JTBC 뉴스 프로그램
- JTBC 뉴스전망대
- JTBC 뉴스 정오의 현장
- JTBC 뉴스 6
- JTBC 뉴스 10
- JTBC 주말뉴스
- JTBC 뉴스 이브닝